# Panisea tricallosa
Panisea tricallosa är en orkidéart som beskrevs av Robert Allen Rolfe. Panisea tricallosa ingår i släktet Panisea och familjen orkidéer. Inga underarter finns listade i Catalogue of Life.